# Víctor Raúl Haya de la Torre

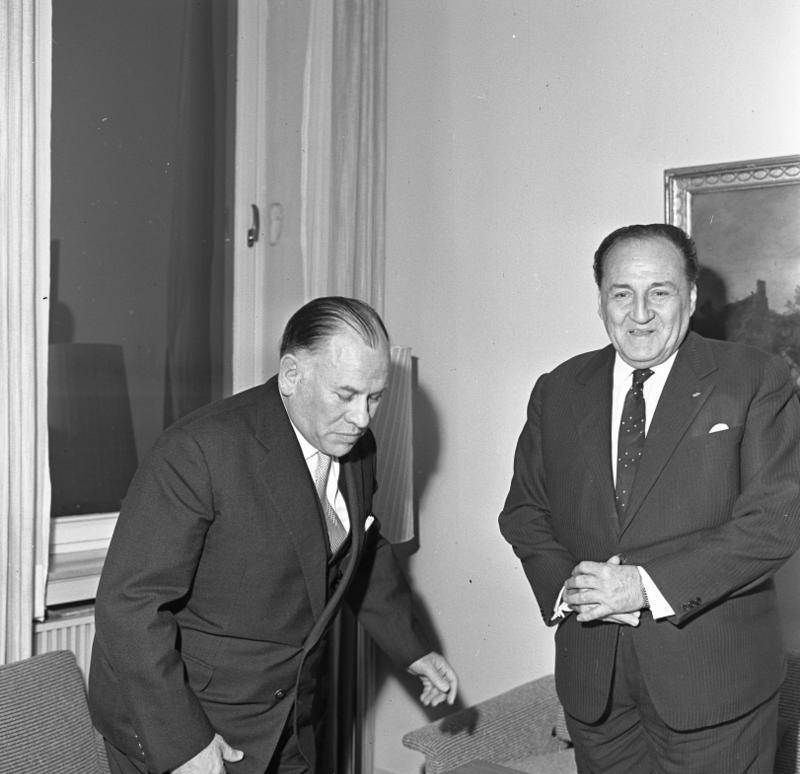
De la Torre (rechts) 1961 mit Bundestagspräsident Eugen Gerstenmaier

Víctor Raúl Haya de la Torre (* 22. Februar 1895 in Trujillo, Peru; † 2. August 1979 oder 3. August 1979 in Lima) war ein peruanischer Politiker, der die Alianza Popular Revolucionaria Americana gründete und eine der führenden Gestalten in der peruanischen Politik des 20. Jahrhunderts wurde.
Seine Wahl zum Präsidenten wurde zweimal durch das peruanische Militär verhindert.

## Leben
Víctor Raúl Haya de la Torre wurde in Trujillo im Norden des Landes geboren. 1913 schrieb er sich an der Universität von Trujillo zum Studium der Literaturwissenschaften ein, wo er den peruanischen Dichter César Vallejo traf, mit dem er eine Freundschaft aufbaute. Er wechselte dann auf die Universidad Nacional Mayor de San Marcos in Lima.

### Die Bewegung zur Reform der Universitäten
Haya de la Torre war ein führender Protagonist der lateinamerikanischen Universitätsreformbewegung, die von Argentinien ausgegangen war. Ursprünglich hatte sich der Protest nur gegen einige als unfähig angesehene Professoren gerichtet, weitete sich dann aber rasch aus. „Neben der Besetzung der Lehrstühle durch Wettbewerb und auf Zeit, der Forderung nach freier Lehrtätigkeit (cátedra libre) und Beteiligung der Studenten in den Selbstverwaltungorganen standen konkrete Änderungsvorschläge für Prüfungsverfahren und Lehrbetrieb.“ Zentrale Forderungen der Bewegung wurden durch den Präsidenten Augusto Leguía y Salcedo im September 1919 erfüllt.
1919 fand der nationale Studentenkongress in Cusco statt. Die politischen Ziele der Studenten gingen weit über den Bereich der Universität hinaus und ließ eine Hinwendung zu nationalen Fragen erkennen. Alle Stufen des Erziehungswesen sollten sich primär an der Situation des eigenen Landes orientieren.
Schon während seiner Studienzeit in Trujillo propagierte Haya de la Torre die Idee der Universidades Populares (Volksuniversitäten). Nach der Übernahme der Präsidentschaft der Federacion de Estudiantes de Peru konnte er seine Pläne verwirklichen. Die erste Volksuniversität wurde am 21. Januar 1921 eingeweiht. „Ziel dieses Unternehmens war es, die Kultur und das Wissen der nationalen Universitäten, die in ihrer traditionalen und plutokratischen Struktur erstarrt waren, den Unterklassen verfügbar zu machen.“
Eine zweite Universidad Popular wurde im Arbeiterviertel Vitarte gegründet. Die Gründung der Volksuniversitäten war eine wichtige Weichenstellung.

„1. Mit den Universidades Populares überwindet die Reformbewegung ihre universitären Grenzen und etabliert sich als politische Kraft. Gleichzeitig führt dies bei der beteiligten Studentenschaft zu einer massiven Hinwendung zur peruanischen Realität. Die Aufarbeitung dieser Erfahrungen wird in der Folgezeit ihr politisches Bewusstsein bestimmen.

2. Der außeruniversitäre Einfluss des akademischen Nachwuchses geht im institutionellen Kontext der Universidades Populares eine Verbindung mit der Arbeiterbewegung ein. Studentische Aktivisten und Industriearbeiter formen somit den Nukleus, der später die Massenbasis der APRA bilden wird.“

### Exil und Rückkehr nach Peru
1923, während der Regierung von Präsident Augusto Leguía, musste Haya de la Torre ins Exil gehen. Am 7. Mai 1924 gründete er in Mexiko-Stadt die APRA und die pan-lateinamerikanische Bewegung des „Aprismo“. 1928 scheiterte ein Versuch, von Panama aus nach Peru zurückzukehren, und er wurde per Schiff nach Bremen ausgewiesen.
1931 kehrte er nach Peru zurück, um bei den Präsidentschaftswahlen zu kandidieren. Im gleichen Jahr wurde er inhaftiert und musste 15 Monate im Gefängnis verbringen. Seine Partei wurde bis 1934 verboten und nochmals von 1935 bis 1945. Im Jahre 1945 wurde José Luis Bustamante y Rivero mit Unterstützung der APRA Präsident. Als 1948 einige Parteidissidenten in Callao einen Aufstand versuchten, wurde die Partei allerdings nochmals verboten. Im November des gleichen Jahres riss Manuel A. Odría die Macht an sich und Haya de la Torre sah sich gezwungen, in der kolumbianischen Botschaft in Lima Asyl zu suchen.
Haya de la Torre konnte 1954 nach Peru zurückkehren und seine Partei wurde 1956 wieder zugelassen. Allerdings lebte er bis 1962 zumeist im Ausland. 1962 kandidierte er wieder für das Amt des Präsidenten und gewann die Wahl mit knappem Vorsprung, verfehlte aber das zur Wahl notwendige Drittel der Stimmen. Eine Militärjunta übernahm die Macht und annullierte die Wahlen. Bei den Neuwahlen 1963 unterlag er gegen Fernando Belaúnde Terry. Seine Partei blieb populär.
1979 wurde Haya Präsident der Verfassunggebenden Versammlung. Er unterzeichnete die neue Verfassung am 12. Juli auf dem Sterbebett.

## Politische Vorstellungen
Haya de la Torre befürwortete ein System der lateinamerikanischen (oder, wie er selbst bevorzugt sagte, „indo-amerikanischen“) Lösungen für lateinamerikanische Probleme. Er forderte die Region auf, sowohl den „US-Imperialismus“ als auch den Sowjetkommunismus zu bekämpfen. Er setzte sich ein für eine universelle Demokratie, für gleiche Rechte für die indigene Bevölkerung und für eine sozialistische Wirtschaftspolitik einschließlich einer Agrarreform mit kollektivem Landbesitz und mit staatlicher Kontrolle der Industrie.
Zudem wollte er die Oligarchie der Großgrundbesitzer bekämpfen, die Peru seit den Tagen der spanischen Kolonialherrschaft (Vizekönigreich Peru) dominiert hatte, und an ihre Stelle eine sozialistisch orientierte Elite setzen. Allerdings suchte er als Gegenleistung für die Wiederzulassung seiner Partei die Nähe zum konservativen politischen Spektrum, wodurch er in den 1950er Jahren den größten Teil seiner progressiven sozialistischen Ideale über Bord geworfen hatte. Zudem führte Haya de la Torres Dominanz innerhalb der APRA zu einem festgefügten autokratischen Hierarchiesystem innerhalb der APRA, wodurch einige der wichtigsten politischen Talente von der APRA zur marxistischen Linken abwanderten.

## Zitat
¡Ni con Washington ni con Moscú! (Weder mit Washington noch mit Moskau!)